# Дунеря (Келераші)
«Дунеря» (Келераші)  (рум. Dunărea Călărași, [ˈdunəre̯a kələˈraʃʲ]) — румунський футбольний клуб з міста Келераші, заснований в 1962 році.

## Історія
Клуб заснований 1962 року під назвою «Целюлоза». Перші 6 років свого існування грав у Дивізії Д, потім у 1968 році клуб вийшов до Дивізії С, будучи першим клубом з Келераші, які коли-небудь грав на такому рівні. Клуб закінчив сезон 1968/69 на 11-му місці, зберігши прописку у дивізіоні. У наступних сезонах результати тільки покращувались: у 1969/70 — 5-те, 1970/71 — 9-та, 1971/72 — знову 5-те, а у сезоні 1972/73 команда вперше в історії міста вийшла до Дивізії Б.
| Назва                             | Період    |
| Целюлоза (рум. Celuloza Călărași) | 1962-1979 |
| Дунеря (рум. Dunărea Călărași)    | 1979-1986 |
| «Оцелул» (рум. Oțelul Călărași)   | 1986-1987 |
| Дунеря (рум. Dunărea Călărași)    | 1987-1992 |
| «Спортул» (рум. Sportul Călărași) | 1992-1994 |
| Дунеря (рум. Dunărea Călărași)    | 1994–     |

Перший сезон у Дивізії Б був вдалим для команди, яка закінчила його на 11-му місці, за яким слідували інші хороші результати у наступних сезонах: 1974/75 — 8 і 1975/76 — 11. Втім надалі результати погіршились і клуб ледь врятувався від вильоту у сезоні 1976/77, ставши 14, втім наступного року  клуб фінішував лише на 15 місці і таки вилетів до Дивізії С. Після вильоту «Целюлоза» не зуміла повернутись з першої спроби, зайнявши лише 4-те місце.
У серпні 1979 року команда змінила свою назву на Дунеря, що румунською означає Дунай. У першому сезоні під новою назвою команда зайняла тільки 3-тє місце, але наступного року клуб виграв чемпіонат з відривом у 8 очок .
Перший сезон у Дивізії Б, після повернення, був дуже хороший, клуб посів 7 місце з 18. Втім у наступному сезоні 1983/84, «Дунеря» стала останньою, здобувши тільки 22 очки. Цього разу клуб повернувся до другого дивізіону із першої спроби, втім у Дивізії Б, знову не утримались, зайнявши 16-е місце. Після цих сезонів «Дунеря» отримала репутацію команди-ліфту між Дивізіями Б І С і в подальші роки часто переходила між цими дивізіонами. Крім цього у сезоні 1986/87 клуб грав під назвою «Оцелул» , втім 1987 року команда повернула стару назву «Дунеря».
Команда змінила свою назву ще раз — влітку 1992 року, на цей раз на  «Спортул», втім знову нова назва надовго не закріпилась і з літа 1994 року команда знову грала під назвою «Дунеря».
1998 року команда остаточно вилетіла до Ліги ІІІ і наступні 17 років не могла підвищитись у класі, будучи середняком третього дивізіону. В 2005 році відбулася реорганізація клубу з юридичної і навіть фінансової точки зору і результати вже почали з'являтися: у сезоні 2004/05 клуб став третім, а наступного року другим. Але після цього короткого періоду, в якому клуб показав, що може боротися за підвищення, знову настав спад і клуб закінчував сезон у верхній частині Ліги III, реально не борючись за вихід у Лігу ІІ.
2015 року клуб очолив Йонел Ганя і того ж року з першої спроби повернув команду до Ліги ІІ. Після підвищення клуб відразу фінішував на 2-му місці у другому дивізіоні, лише три очки відставши від лідера, столичного «Рапіда» і пробився в плей-оф, де зустрівся з клубом УТА Арад. У першому матчі «Дунеря» вдома виграла 3:1 і виявилась близькою до історичного виходу у вищий дивізіоні, але другий матч команда програла 1:4 і залишилась у Лізі ІІ ще на один сезон. Також в цьому сезоні Йонел Ганя покинув команду.
У сезоні 2016/17 клуб виступив значно гірше, закінчивши чемпіонат лише на 7-му місці з 20. Втім у наступному сезоні «Дунеря» провела рекордний відрізок з 32 матчів поспіль без програшу, в тому числі 13 переможних матчів поспіль, зайняла перше місце і вийшла до Ліги I, вперше в історії клубу і усього повіту Келераші.

## Стадіон

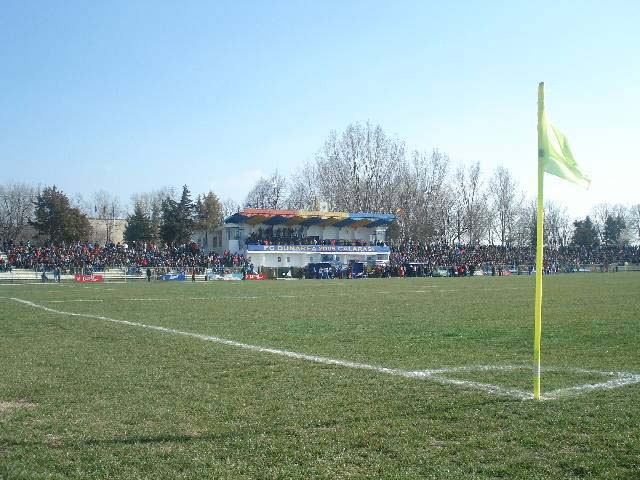
Стадіону Йона Комша

«Дунеря» грає свої домашні матчі на стадіоні Йона Комша місткістю 10,400 місць. Наприкінці весни 2018 року, після виходу до Ліги І, було оголошено, що стадіон буде відремонтовано і модернізовано. Роботи почалися в першій половині червня і включали в себе повну зміну поля, часткову зміну трибун  і потенційне придбання прожектор установки.

## Досягнення
- Ліга ІІ
  - Переможець (1): 2017-18
  - 2-ге місце (1): 2015-16
- Ліга ІІІ
  - Переможці (6): 1972-73, 1980-81, 1984-85, 1987-88, 1991-92, 2014-15
  - 2-ге місце (3): 1993-94, 1994-95, 2005-06